# Minerva. Enciclopedie Română
Minerva. Enciclopedie Română este o enciclopedie națională apărută la Cluj, în momentul în care, la Alba Iulia, era sărbătorit un deceniu de la înfăptuirea Unirii, fiind prima enciclopedie românească apărută după Primul Război Mondial.
Apărută în 1930, la Editura Comitetului de Redacție al Enciclopediei Române. Miverva, a fost realizată la Institutul de Literatură și Tipografie Minerva din Cluj (Minerva Irodalmi és Nyomdai Müintézet Rt., Kolozsvar), principalul centru de creație al comunității maghiare din România în perioada interbelică. Volumul de 977 de pagini a fost tipărit într-un prim tiraj de 5.000 de exemplare și a fost urmat de un al doilea tiraj. 
Proiectul a avut drept președinte al comitetului de redacție pe Alexandru C. Pteancu, doctor în litere și filosofie, inspector general al învățământului secundar.
Membrii comitetului de redacție au fost:
- Augustin Maior - inginer, profesor universitar, Directorul Institutului de fizică teoretică și aplicată al Universității din Cluj;
- Ștefan Meteș - Director al Arhivelor Statului din Cluj, membru corespondent al Academiei Române;
- Romulus Demetrescu - doctor în filosofie, profesor la Seminarul Pedagogic Universitar din Cluj;
- Dr. Valeriu L. Bologa - docent universitar, Director suplinitor al Institutului de Istoria Medicinei și Farmaciei dela Universitatea din Cluj;
- Aurelian Florinescu - licențiat în matematici și geografie, profesor la Seminarul Pedagogic Universitar, șef de lucrări la Institutul de Geografie al Universității din Cluj;
- Victor N. Lațiu - doctor în științe, profesor la Școala Politechnică din Timișoara;
- Sever Pop - doctor în litere, asistent la Muzeul Limbii Române din Cluj;
- Septimiu Popa - preot, profesor secundar, publicist;
- Ana Voileanu-Nicoară - profesoară titulară definitivă la Conservatorul de muzică și artă dramatică din Cluj;
- Ion Mușlea - doctor în litere, bibliotecar la Biblioteca Universității din Cluj;
- Dr. Alexandru Christescu - artilerie;
- Dr. Petru B. Cirlea - secretar general al Comitetului Reg. F.S.S.R. Cluj.